# Rumunia na Zimowych Igrzyskach Olimpijskich 1956
Rumunię na Zimowych Igrzyskach Olimpijskich 1956 reprezentowało 19 zawodników: 13 mężczyzn i sześć kobiet. Był to szósty start reprezentacji Rumunii na zimowych igrzyskach olimpijskich.

## Skład kadry

### Biegi narciarskie
Mężczyźni
| Zawodnik          | Konkurencja   | czas      | Pozycja |
| ----------------- | ------------- | --------- | ------- |
| Manole Aldescu    | Bieg na 15 km | 54:40,0   | 32.     |
| Constantin Enache | Bieg na 15 km | 56:06,0   | 40.     |
| Manole Aldescu    | Bieg na 30 km | 1:57:42,0 | 31.     |
| Constantin Enache | Bieg na 30 km | 1:59:52,0 | 36.     |

Kobiety
| Zawodnik                                     | Konkurencja       | czas                | Pozycja             |
| -------------------------------------------- | ----------------- | ------------------- | ------------------- |
| Iuliana Simon                                | Bieg na 10 km     | 49:32,0             | 38.                 |
| Ștefania Botcariu                            | Bieg na 10 km     | 49:37,0             | 39.                 |
| Margareta Arvay                              | Bieg na 10 km     | Nie ukończyła biegu | Nie ukończyła biegu |
| Ștefania Botcariu Elena Zangor Iuliana Simon | Sztafeta 3 × 5 km | Nie ukończyły biegu | Nie ukończyły biegu |

### Bobsleje
Mężczyźni
| Osada | Zawodnik                                                         | Konkurencja | Ślizg 1 | Ślizg 2 | Ślizg 3 | Ślizg 4 | Łącznie | Pozycja |
| ----- | ---------------------------------------------------------------- | ----------- | ------- | ------- | ------- | ------- | ------- | ------- |
| ROU-1 | Heinrich Enea Mărgărit Blăgescu                                  | Dwójki      | 1:26,51 | 1:26,83 | 1:26,44 | 1:26,44 | 5:46,22 | 14.     |
| ROU-2 | Constantin Dragomir Gheorghe Moldoveanu                          | Dwójki      | 1:27,22 | 1:26,42 | 1:27,57 | 1:28,95 | 5:50,16 | 18.     |
| ROU-1 | Heinrich Enea Dumitru Peteu Nicolae Moiceanu Mărgărit Blăgescu   | Czwórki     | 1:21,53 | 1:20,58 | 1:20,64 | 1:20,44 | 5:23,19 | 14.     |
| ROU-2 | Constantin Dragomir Vasile Panait Ion Staicu Gheorghe Moldoveanu | Czwórki     | 1:21,21 | 1:21,22 | 1:22,37 | 1:23,03 | 5:27,83 | 20.     |

### Narciarstwo alpejskie
Mężczyźni
| Zawodnik               | Konkurencja     | Konkurencja     | Konkurencja   | Konkurencja   | Konkurencja       | Konkurencja       | Konkurencja      | Konkurencja      |
| Zawodnik               | Zjazd           | Zjazd           | Slalom gigant | Slalom gigant | Slalom specjalny  | Slalom specjalny  | Slalom specjalny | Slalom specjalny |
| Zawodnik               | Czas            | Pozycja         | Czas          | Pozycje       | Czas 1. przejazdu | Czas 2. przejazdu | Czas łączny      | Pozycje          |
| ---------------------- | --------------- | --------------- | ------------- | ------------- | ----------------- | ----------------- | ---------------- | ---------------- |
| Nicolae Pandrea        | 3:46,5          | 31.             | 4:12,3        | 74.           | 1:52,9            | 2:21,2            | 4:19,1           | 39.              |
| Gheorghe Cristoloveanu | Dyskwalifikacja | Dyskwalifikacja | 3:30,5        | 37.           | 2:05,6            | 2:15,4            | 4:21,0           | 41.              |

Kobiety
| Zawodniczka           | Konkurencja | Konkurencja | Konkurencja   | Konkurencja   | Konkurencja       | Konkurencja               | Konkurencja               | Konkurencja               |
| Zawodniczka           | Zjazd       | Zjazd       | Slalom gigant | Slalom gigant | Slalom specjalny  | Slalom specjalny          | Slalom specjalny          | Slalom specjalny          |
| Zawodniczka           | Czas        | Pozycja     | Czas          | Pozycja       | Czas 1. przejazdu | Czas 2. przejazdu         | Czas łączny               | Pozycja                   |
| --------------------- | ----------- | ----------- | ------------- | ------------- | ----------------- | ------------------------- | ------------------------- | ------------------------- |
| Magdalena Marotineanu | 2:04,0      | 40.         | 2:21,0        | 39.           | Dyskwalifikacja   | Nie ukończyła konkurencji | Nie ukończyła konkurencji | Nie ukończyła konkurencji |
| Elena Epuran          | 2:27,7      | 44.         | 3:20,5        | 43.           | Dyskwalifikacja   | Nie ukończyła konkurencji | Nie ukończyła konkurencji | Nie ukończyła konkurencji |

### Skoki narciarskie
Mężczyźni
| Skoczek          | Skok 1    | Skok 1 | Skok 2    | Skok 2 | Nota   | Pozycja |
| Skoczek          | odległość | Nota   | odległość | Nota   | Nota   | Pozycja |
| ---------------- | --------- | ------ | --------- | ------ | ------ | ------- |
| Nicolae Munteanu | 66,0      | 85,0   | 70,0      | 100,0  | 175,00 | 42.     |